# 4 février 1909
Le 4 février 1909 est le 35e jour de l'année 1909 du calendrier grégorien. Il s'agit d'un jeudi.

## Événements
- Théophane de Poltava est nommé recteur de l'académie théologique de Saint-Pétersbourg
- Constitution de la municipalité québecquoise de Ayer's Cliff.

## Art et culture
- Sortie du film de David W. Griffith, The Brahma Diamond.

## Naissances
- René Gruau, dessinateur, affichiste et peintre franco-italien
- Jean Bolikango, enseignant et journaliste kino-congolais
- Robert Coote, acteur anglais

## Décès
- John Clarkson, lanceur américain